# Puya (banda)
Puya foi uma banda latina de nu metal formada em San Juan, Porto Rico no ano de 1988. No começo era uma banda instrumental e se chamava Whisker Biscuit, mas em 1992, entrou o vocalista Sergio Curbelo na banda e eles mudaram o nome da banda.
A banda possui um gênero que mistura o nu metal com o rap e a salsa.

## Membros
- Sergio Curbelo (1992–2018, 2020–atualmente) – vocal
- Diego Romero (2018–2020) – vocal
- Ramon Ortiz – guitarra
- Eduardo Paniagua – bateria
- Harold Hopkins Miranda – bass

## Discografia
- 1995: Puya
- 1999: Fundamental
- 2001: Unión
- 2010: Areyto EP
- 2014ː Vital